# Cerro de la Loma Larga
Cerro de la Loma Larga är ett berg i Mexiko.  Det ligger i kommunen Monterrey och delstaten Nuevo León, i den centrala delen av landet, 700 km norr om huvudstaden Mexico City. Toppen på Cerro de la Loma Larga är 736 meter över havet.